# Бои за Эр-Растан (май 2012)
Бои за Эр-Ра́стан — боевые столкновения правительственных войск Сирии с отрядами вооружённой оппозиции в ходе гражданской войны в Сирии. Начались 14 мая 2012 года, в нарушение объявленного ООН соглашения о прекращении огня. Город был обстрелян правительственными войсками, что нанесло серьёзные потери силам повстанцев, базирующихся в городе. В свою очередь боевикам удалось уничтожить несколько БМП, в которых перевозились солдаты. В итоге город перешёл под контроль боевиков ССА, а часть военнослужащих регулярной армии перешла на сторону повстанцев.
По данным правозащитников, в результате столкновений погибло не менее 23 военнослужащих вооружённых сил Сирии, а также не менее девяти повстанцев, включая одного из их местных командиров — Ахмада Айюба.

## Предыстория
Эр-Растан расположен в 25 километрах к северу от Хомса и являлся одним из центров подготовки боевиков оппозиции. Помимо этого, город обладал огромным стратегическим значением: через него проходит шоссе, связывающее Дамаск и Алеппо — два крупнейших города страны. По оценкам наблюдателей это помогало повстанцам собрать из разрозненных частей, состоящих преимущественно из дезертиров создавать отряды, для нападений автобусы и блокпосты и блокпосты правительственной армии, которые охрна укомплектован военной разведки и проправительственной милиции.
Как отмечают наблюдатели, Эр-Растан и его пригороды уже неоднократно становились местами вооружённых столкновений между силами повстанцев и правительственной армией. Несмотря на то, что войскам правительства несколько раз удавалось восстановить контроль над городом, тем не менее повстанцы возвращали его обратно.
Новая волна насилия в Сирии началась 10 мая после того, как неизвестные террористы осуществили два взрыва в Дамаске, от которых погибли 55 человек — в основном мирные жители. Во время ввода правительственных войск в Эр-Растан одновременно начались операции против боевиков в нескольких небольших городах в провинциях Хама и Дараа, а также в Думе — пригороде Дамаска. По сообщениям СМИ, 14 мая в ходе боёв в этих регионах были убиты двое боевиков, шесть солдат правительственной армии и 22 мирных жителя.

## События
По заявлениям боевиков, 14 мая начиная с полуночи подразделения ВС Сирии вели интенсивный артиллерийский обстрел города, в результате которого девять человек погибли и около 40 были ранены. Как сообщали источники оппозиции, среди десятков погибших в результате обстрелов города армией был и местный командир повстанцев.
По заявлениям так называемого «Сирийского центра мониторинга за соблюдением прав человека» (OSDH), в ходе ожесточённых столкновений в городе повстанцами были убиты 23 солдата Вооружённых сил Сирии. Также боевикам уничтожить три бронетранспортёра, в которых перевозились войска. Помимо этого повстанцами были захвачены 15 солдат и два военных бронетранспортёра. Как отмечают наблюдатели, таких серьёзных потерь у правительственной армии за все 14 месяцев с начала восстания ещё не было. На данные OSDH регулярно ссылаются западные СМИ, при этом объективность и достоверность информации этой организации ставится под сомнение. Также по сообщениям BBC в ходе уличных боёв был сожжён как минимум один правительственный танк.

## Последствия
Эр-Растан периодически подвергался обстрелу со стороны сирийской армии в течение последних двух месяцев. Войска правительства пытались взять контроль над Эр-Растаном с середины мая — после того, как повстанцы переместились сюда из Хомса, который 11 июня также подвергся обстрелу сирийских военных.
11 июня того же года вертолёты правительственных войск нанесли воздушные удары по позициям боевиков в Эр-Растане. В результате было повстанцы понесли серьёзные потери, в том числе погиб начальник штаба повстанцев в Эр-Растане — Ахмад Бахбух. Наблюдатели из ООН подтвердили факт применения вертолётов. Кофи Аннан заявил, что глубоко обеспокоен этой новостью новости, а пресс-секретарь ООН заявил, что «артиллерийские и минометные обстрелы, пулеметы и оружие меньшего калибра» были использованы в Эр-Растане и Телль-Бисе.
Также некоторыми организациями сообщалось, что 13 июля в Эр-Растане полковник и 40 солдат с четырьмя танками перешли на сторону Сирийской свободной Армии. Вооружённой оппозиции также удалось взять под свой контроль деревню аль-Ганту, которая находится на юго-западе от Телль-Бисы.